# My Reflection
My Reflection è un DVD musicale di Christina Aguilera del 2001. Il concerto del DVD era stato trasmesso in TV nel dicembre del 2000 dalla rete televisiva statunitense ABC, registrando circa 10 milioni di spettatori.
Il DVD è stato certificato platino in USA e Australia, con oltre 1 milione di copie vendute.

## Tracce
1. Reflection
2. Genie in a Bottle
3. Come on Over (All I Want Is You)
4. What a Girl Wants
5. So Emotional
6. I Turn To You
7. At Last
8. Contigo en la Distancia
9. Climb Every Mountain
10. Falsas Esperanza
11. Alright Now
12. Merry Christmas, Baby
13. Have Yourself a Merry Little Christmas
14. Christmas Time

## Video musicali
1. Genio Atrapado
2. Por Siempre Tu
3. Ven Conmigo
4. The Christmas Song